# Eremites de Sant Guillem
|  | «Guillemites» redirigeix aquí. Vegeu-ne altres significats a «Guillemites (desambiguació)». |

L'Orde de Sant Guillem o dels Eremites de Sant Guillem va ser un orde religiós catòlic de tipus semieremític, fundat al segle xii pels seguidors de Guillem de Malavalle. Els monjos mendicants que en formaven part eren anomenats guillemites o, sobretot en francès, guillemins. Després d'una ràpida expansió per Itàlia i l'Europa occidental, van començar-ne el declivi a partir del segle xvii, fins a desaparèixer al segle xix.

## Orígens
L'orde dels guillemites té els seus orígens en l'ermità Sant Guillem el Gran, que va retirar-se a una cova de Malavalle, a Castiglione della Pescaia (Grosseto, Toscana) en 1157. Els seus deixebles, que l'havien seguit, van fundar l'orde a la mort de Guillem, tot i que aquest no tenia cap intenció de fer-ho. Va destacar-ne particularment el seu deixeble i biògraf Albert de Malavalle, que n'havia recollit les ensenyances a Consuetudines e Regula sancti Guillelmi, i Renaldus, un metge que s'havia retirat a Malavalle cap al 1155. Fundat com a agrupació d'anacoretes, a poc a poc va anar-se transformant en una comunitat cenobítica.
Probablement estimulada per l'afluència de pelegrins a la tomba del sant, amb fama de miraculosa, l'orde es difongué per la Toscana, les Marques, l'Umbria i el Laci, abans d'anar més enllà dels Alps. La regla de l'orde fou aprovada pel papa Innocenci III en 1211. La gran austeritat de la regla va ser suavitzada per Gregori IX en 1229.

## Divisió
Les comunitats guillemites eren autònomes entre si, sense un govern central ni cap autoritat comuna. Cap al 1237, Gregori IX havia intentat que totes les cases adoptessin una norma comuna, la Regla de Sant Benet, però no va tenir èxit.
Cap al voltant de 1250, els monestirs de l'orde van dividir-se entre els d'observança simple ("de vida apostòlica", dedicats a la pastoral i la cura de les ànimes, amb una interpretació més suau de la regla i la pobresa que s'hi establia) i els d'estricta observança ("de veritable vida apostòlica", més rigorosos en el seguiment de la regla). Això conduí a una divisió definitiva: en 1254, el prior general va dimitir i van formar-se dues congregacions separades de l'orde: 
- la Congregació de Malavalle i
- la Congregació de Montefavale (Pesaro).

S'hi afegí la qüestió de la reforma dels ordes a la Toscana. El 1243 Innocenci IV havia promulgat la butlla Incumbit nobis, on convidava a les comunitats eremítiques toscanes a agrupar-se en un orde únic sota la regla de Sant Agustí, que prendria el nom d'Eremites de Sant Agustí. En 1256, Alexandre IV va dur a terme aquesta unificació i els guillemites van formar part de la Gran Unió que va donar origen a l'orde agustí. Alguns convents de l'Orde de Sant Guillem van acceptar la modificació de la regla (els d'Ardenghesca, Selvamaggio, Murceto i, potser, Castiglione della Pescaia i les comunitats d'Hongria i moltes de les alemanyes), però molts altres (com el de Torre di Palma (Ancona)), van preferir adoptar o continuar amb la Regla de Sant Benet i, abans dels deu anys, van separar-se del nou orde i van passar com a congregació separada a la família benedictina.
Els principals punts de conflicte amb els agustins van ser que els guillemites volien mantenir la propietat comunal de béns i no obligar-se, com els ordes mendicants, a la pobresa absoluta, i que volien conservar i donar preferència a l'ideal de vida eremítica abans que a la predicació i la pastoral.

## Difusió
En Itàlia, l'orde guillemita tenia un nombre considerable d'esglésies i abadies, com S. Guglielmo d'Acerona (Acquapendente), S. Maria dell'Assunta (Buriano), San Giovanni d'Argentella, Sant'Antonio di Val di Carsia, San Michele (Monticchio), San Salvatore di Giugnano (Roccastrada), Santa Croce (Monterotondo Marittimo), San Pancrazio al Fango (Padule di Castiglione), S. Maria Maddalena (Montepescali), San Quirico (Populonia) i Sant'Antimo (Piombino).
A Alemanya, els principals establiments de l'orde van ser Himmelpforten, Bedernau, Schönthal, Oberried (Breisgau), Gräfinthal (Sarre), Windsbach (Bacharach), Witzenhausen (Kassel) i Heiligenstein (Thal, Ruhl).
Ràpidament es feu present a Àustria, Hongria, Bohèmia, Flandes (Noordpeene, 1261; Nivelles, 1269; Lieja, etc.) França (a partir de 1249, a Louvergny). S'establiren a París en 1274, a l'església de Notre-Dame-des-Blancs-Manteaux
L'hàbit de l'orde, inicialment gris, fou canviat en 1256 pel negre dels agustins, en unificar-se les comunitats.

## Extinció
L'orde va desaparèixer al segle xvii d'Itàlia i, progressivament, va anar desapareixent del Sacre Imperi Romanogermànic amb la Reforma protestant. L'orde s'hi extingí definitivament el 1785 a causa de la reforma dels ordes religiosos de l'emperador Josep II de 1781. A França, desaparegué en 1770 i, definitivament, el 1790.
Als Països Baixos restà un monestir fins al 1847, a Huijbergen, on hi ha un museu dedicat a l'orde i al monestir.